# Animació de pantalla d'agulles

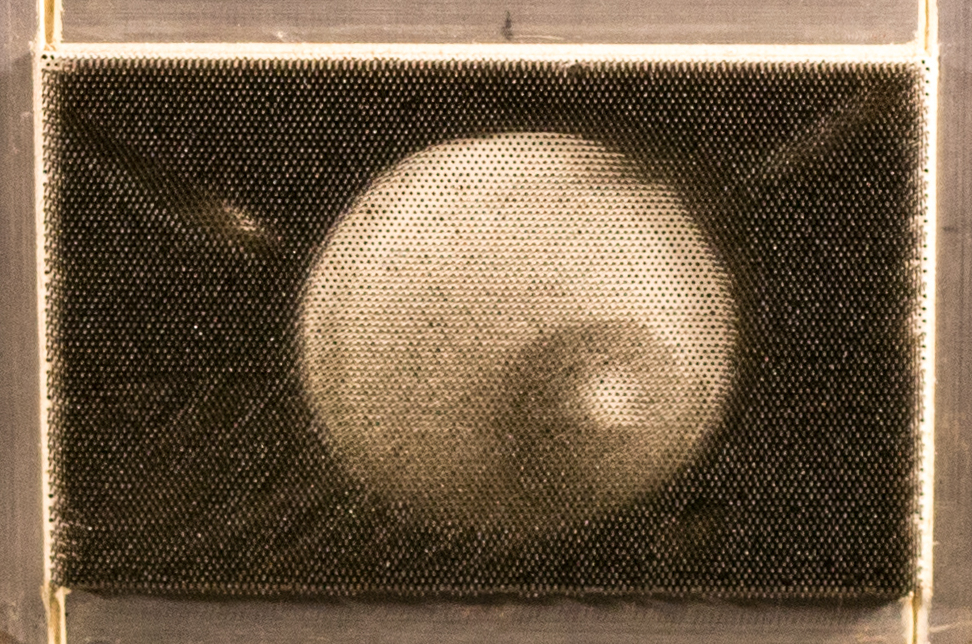
Una imatge en una pantalla d'agulles.

L'animació de pantalla d'agulles és una tècnica d'animació en la qual es fa ús d'una pantalla plena d'agulles que poden moure's cap a dintre o cap a fora, pressionant-les amb un objecte. Aquestes agulles generen un relleu que s'il·lumina des dels costats per generar una imatge en la pantalla, amb la seva ombra. El resultat és una imatge que podria confondre's amb un ombreig fet a carbonet. Amb aquesta tècnica es pot aconseguir una àmplia gamma d'efectes de textures molt difícils d'aconseguir amb l'animació tradicional per cel·les. La tècnica va ser desenvolupada per Alexandre Alexeieff i la seva esposa Claire Parker, que visitaven sovint el National Film Board of Canada. Aquesta parella van arribar a realitzar un total de sis curtmetratges amb aquest tipus d'animació en cinquanta anys.
La pantalla original contenía 240.000 agulles, les quals usualment eren pressionades una per una amb una petita eina o amb instruments especialment dissenyats. Les agulles s'unien fermament a la pantalla, perquè la imatge produïda per aquestes fora estable durant dies o fins i tot setmanes, atès que cadascuna era composta amb molta subtilesa. Avui dia hi ha disponibles pantalles més petites i barates, que es venen a la web o en museus de ciència.
Segons Claire Parker, les imatges creades amb la pantalla d'agulles feien possible la realització de pel·lícules animades que s'escapaven de l'aspecte pla i còmic de l'animació per cel·les, donant lloc en canvi a efectes dramàtics i poètics gràcies a l'explotació del clarobscur.
Un animador contemporani que utilitza aquesta tècnica és Jacques Drouin, del National Film Board.
S'han fet diversos programes d'ordenador que simulen l'efecte d'una pantalla d'agulles tradicional.